# Recurs de cassació
El recurs de cassació és un recurs extraordinari que té per objecte anul·lar una sentència judicial que conté una incorrecta interpretació o aplicació de la Llei o que ha estat dictada en un procediment que no ha complert les solemnitats legals, és a dir per un error in iudicando o bé error in procedendo respectivament. La seva execució li correspon a la Cort Suprema de Justícia i, habitualment al de major jerarquia, com el Tribunal Suprem. No obstant això, a vegades també pot encarregar-se del recurs un òrgan jurisdiccional jeràrquicament superior o si escau un d'específic.

## Funcions
Les seves funcions principals són obtenir:
- Aplicació correcta de la llei per part dels diversos tribunals, com a garantia de seguretat o certesa jurídica.
- Unificació de la interpretació de les lleis a través d'un sol òrgan, fixant la jurisprudència.

## Característiques
Atès que el Dret processal és molt variable a cada país i en el temps, podem resumir les característiques de la cassació en les següents:
- És un recurs extraordinari, és a dir, la llei l'admet excepcionalment i contra determinades resolucions judicials.
  - Les seves causes estan prèviament determinades. Elles es poden agrupar, bàsicament, en infraccions al procediment, és a dir errors de forma (error in procedendo) i infracció del Dret, o sigui errors de fons (error in judicando).
  - Posseeix algunes limitacions a la seva procedència, entre altres: la quantia, sobretot en casos de dret civil i els motius que es poden al·legar.
- Segons la doctrina i jurisprudència es poden trobar dues variants amb relació a l'amplitud de les facultats de revisió de les qüestions esdevingudes en un cas particular:
  - En la interpretació més clàssica, se'l considera un Recurs no constitutiu d'instància, o sigui, el tribunal pot pronunciar-se només sobre les qüestions de Dret. En altres paraules, la revisió és més limitada, podent basar-se només en una incorrecta interpretació de la llei per part dels òrgans inferiors i mai revisar els fets de la causa.
  - En una interpretació més àmplia i circumscrita al recurs de cassació en matèria penal, s'ha entès que en la cassació no només poden revisar-se qüestions de fet, sinó que s'han de revisar aquests. No fer-ho implicaria la violació a la garantia de la doble instància en el procés penal, reconeguda en diversos tractats internacionals sobre drets humans (per exemple, l'article 8.2.h de la Convenció Americana sobre Drets Humans i l'article 14.5 del Pacte Internacional de Drets Civils i Polítics). Per sostenir aquesta posició s'utilitza la teoria alemanya de la Leistungsfähigkeit (o esgotament de les capacitats de revisió), que sosté que un tribunal de cassació ha de revisar tot el que li sigui possible, quedant solament excloses les qüestions directament relacionades al principi de inmediación.

## Antecedents
Els orígens d'aquest recurs judicial poden trobar-se en els Estats italians, que van utilitzar aquest mecanisme per imposar els seus estatuts locals per sobre el ius commune. L'apogeu d'aquest mitjà es va donar a França, on es va utilitzar com un mecanisme per uniformar el Dret a partir de la llei territorial, arribant a ser característic del seu ordenament jurídic.
El verb cassar prové del llatí tardà cassāre, que significa abrogar o derogar. Per la seva banda, cassació és un manlleu del terme francès cassation, derivat al seu torn de casser, que es tradueix com anul·lar, trencar o infringir.